# ترارسانی (یادگیری ماشین)
در منطق، استنباط آماری و یادگیری با نظارت، ترارسانی یا استنباط ترارسانشی (ترارسانیک) استدلال از موارد نپاهیده است، موارد خاص (آموزشی) به موارد خاص (آزمون). استقراء استدلالی است از موارد نپاهیده آموزشی به قوانین عمومی که این قوانین عمومی به موارد آزمون اعمال می‌شوند. تمایز این دو وقتی که پیش بینی یک مدل ترارسانشی از هیچ مدل استقرایی امکان‌پذیر نیست، آشکارتر است و این به این دلیل است که استنباط ترارسانشی بر روی مجموعه آزمون‌های متفاوت پیش بینی‌های هم-ناسازگاری تولید می‌کند.